# Vandenesse-en-Auxois
Vandenesse-en-Auxois is een gemeente in het Franse departement Côte-d'Or (regio Bourgogne-Franche-Comté) en telt 251 inwoners (2005). De plaats maakt deel uit van het arrondissement Beaune.

## Geografie
De oppervlakte van Vandenesse-en-Auxois bedraagt 11,0 km², de bevolkingsdichtheid is 22,8 inwoners per km².
De onderstaande kaart toont de ligging van Vandenesse-en-Auxois met de belangrijkste infrastructuur en aangrenzende gemeenten.

## Demografie
Onderstaande figuur toont het verloop van het inwonertal (bron: INSEE-tellingen).